# Прейслер, Иоганн Юстин
Иоганн Юстин Прейслер, Иоганн Юстин Прайслер (нем. Johann Justin Preissler; 4 декабря 1698, Нюрнберг — 18 февраля 1771, Нюрнберг) — немецкий живописец, рисовальщик и гравёр XVIII века. Член большой художественной семьи живописцев, рисовальщиков и гравёров Нюрнберга, выходцев из Богемии.

## Биография
Иоганн Юстин Прейсслер был старшим сыном и учеником художника Иоганна Даниэля Прейслера (1666—1737) и внуком Даниэля Прейслера (1627—1665), исторического живописца, а также братом живописцев и гравёров Георга Мартина и Иоганна Мартина Прейслеров.
Учился рисунку и живописи у отца, в раннем возрасте отправился в Италию, в Риме познакомился с бароном Филиппом фон Штошом, знаменитым дипломатом, антикваром и коллекционером. Посещал занятия в Академии Святого Луки, где встретился с Эдме Бушардоном, с которым остался дружен. Восемь лет прожил в Италии, посещал Венецию, Флоренцию, Неаполь. Затем вернулся в Нюрнберг.
В 1742 году Иоганн Юстин Прейслер стал директором Нюрнбергской академии изобразительных искусств, над организацией которой трудился его отец, Иоганн Даниэль Прейслер. Продолжал работу над «Рисовальной книгой» отца. В 1738 году женился на Сюзанне Марии Дорш (Susanna Maria Dorsch, 1701—1765), дочери известного в городе ювелира и гранильщика драгоценных камней Кристофа Дорша. В огранке драгоценных камней Сюзанна намного превзошла своего отца. Прославленная современниками, она была удостоена чести посещения её дома коронованными особами. Ещё при жизни в её честь чеканили медали и сочиняли хвалебные стихи.
Прейслер занимался живописью, рисунком и гравированием. К его известным работам относятся алтарный образ «Вознесение Христа» для Больницы Святого Духа (Heilig-Geist-Spital) в Нюрнберге и алтарь церкви в Херсбрукке.

## Галерея

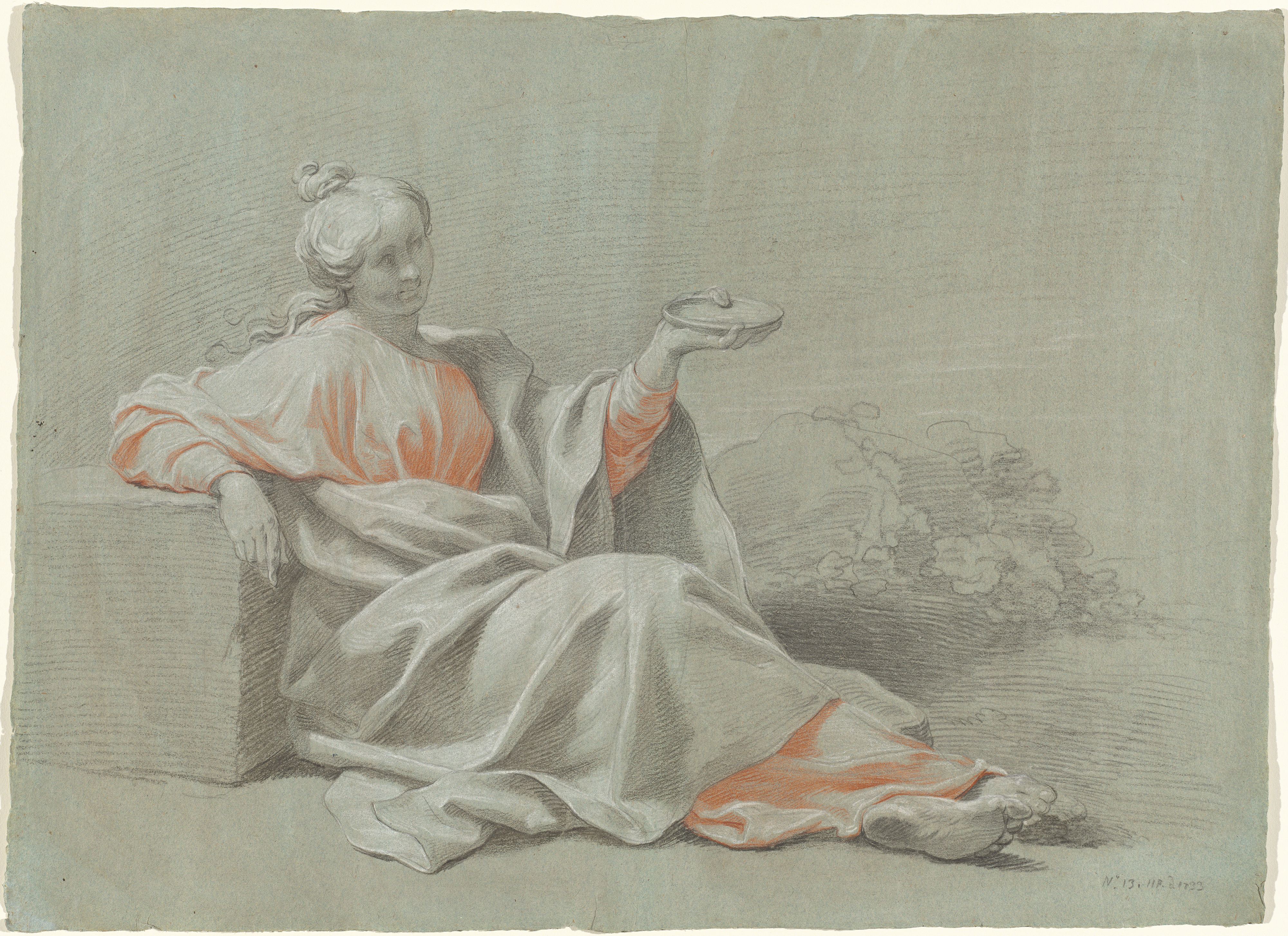
Молодая женщина с чашей. 1733. Серая бумага, уголь, сангина, мел. Национальная галерея искусства, Вашингтон
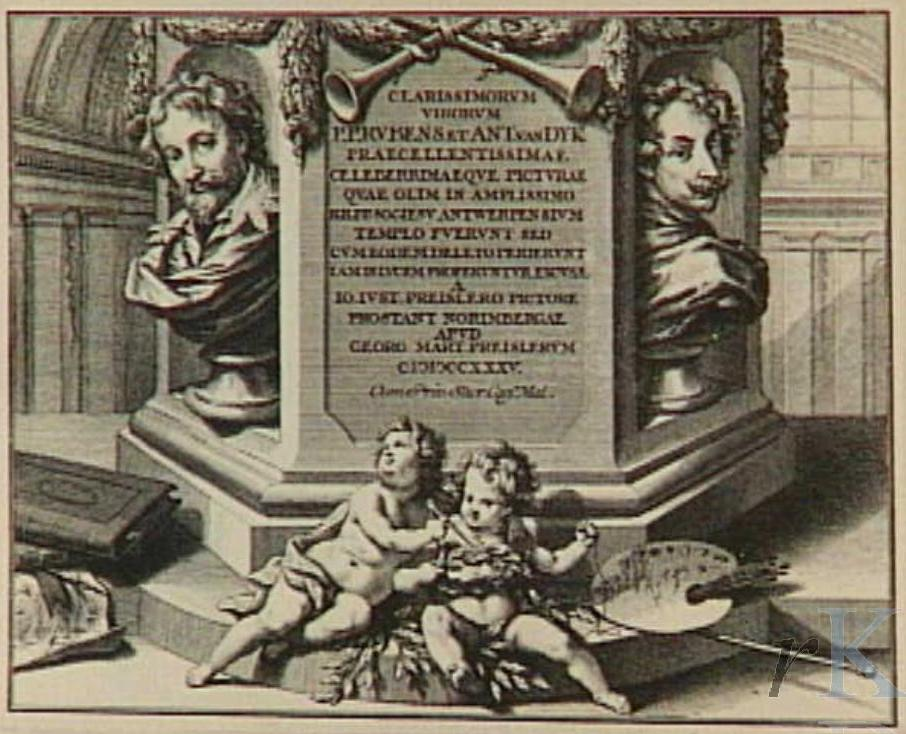
Фронтиспис Книги гравированных эскизов П. П. Рубенса фрагментов росписи потолка церкви Синт-Каролус Борроломеус в Антверпене. По рисунку Рубенса. 1735. Офорт
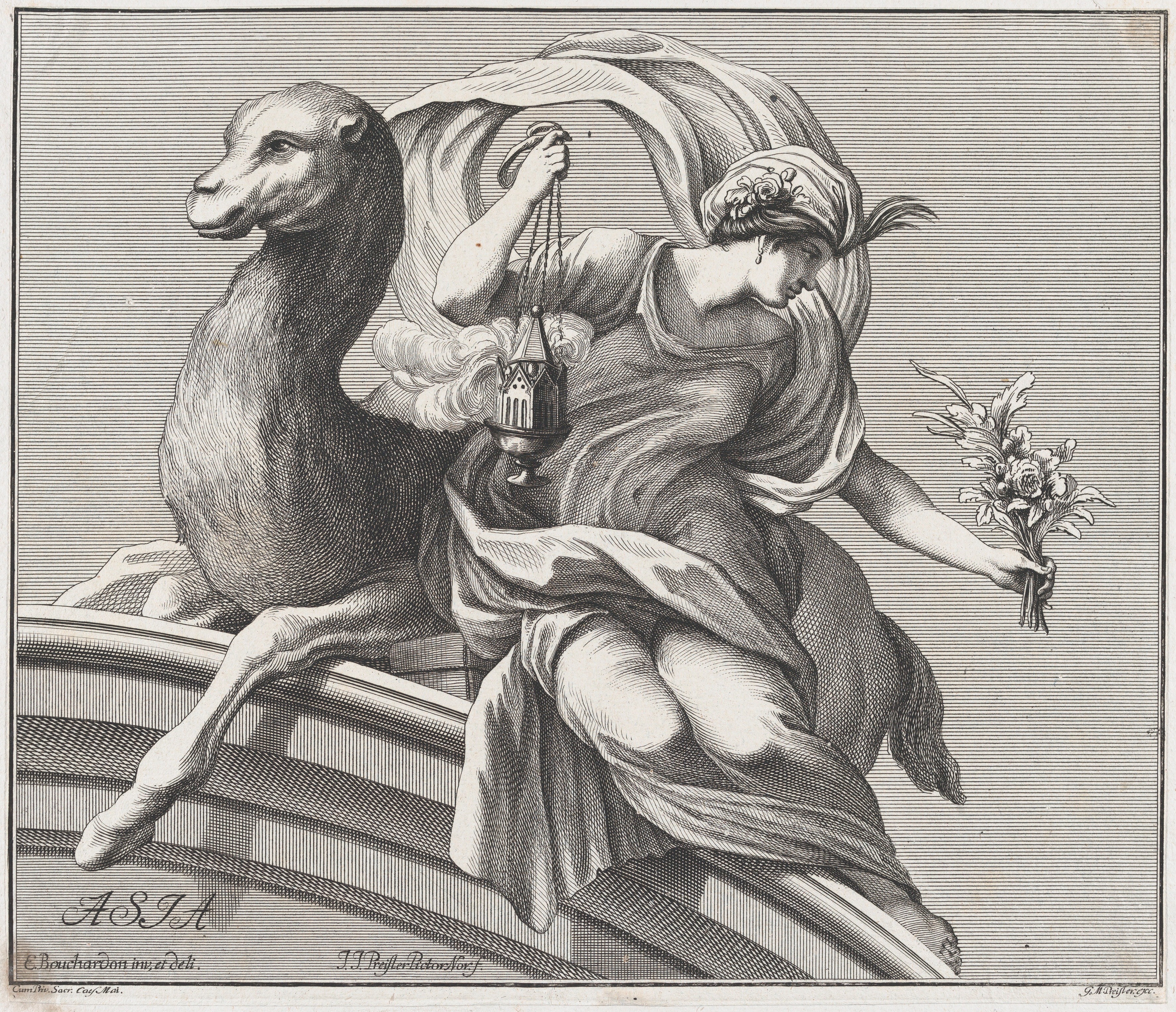
Аллегория Азии. По рисунку Э. Бушардона. 1732. Офорт
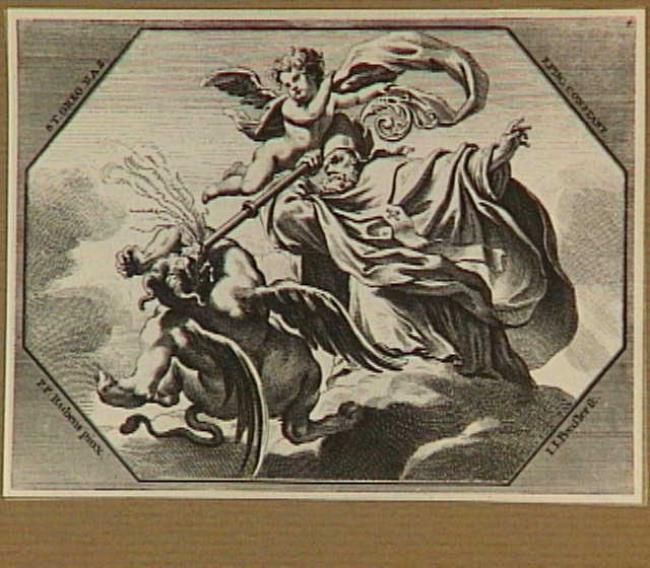
Святой Григорий Назианзин. По утраченной фреске П. П. Рубенса в церкве иезуитов в Антверпене. Офорт
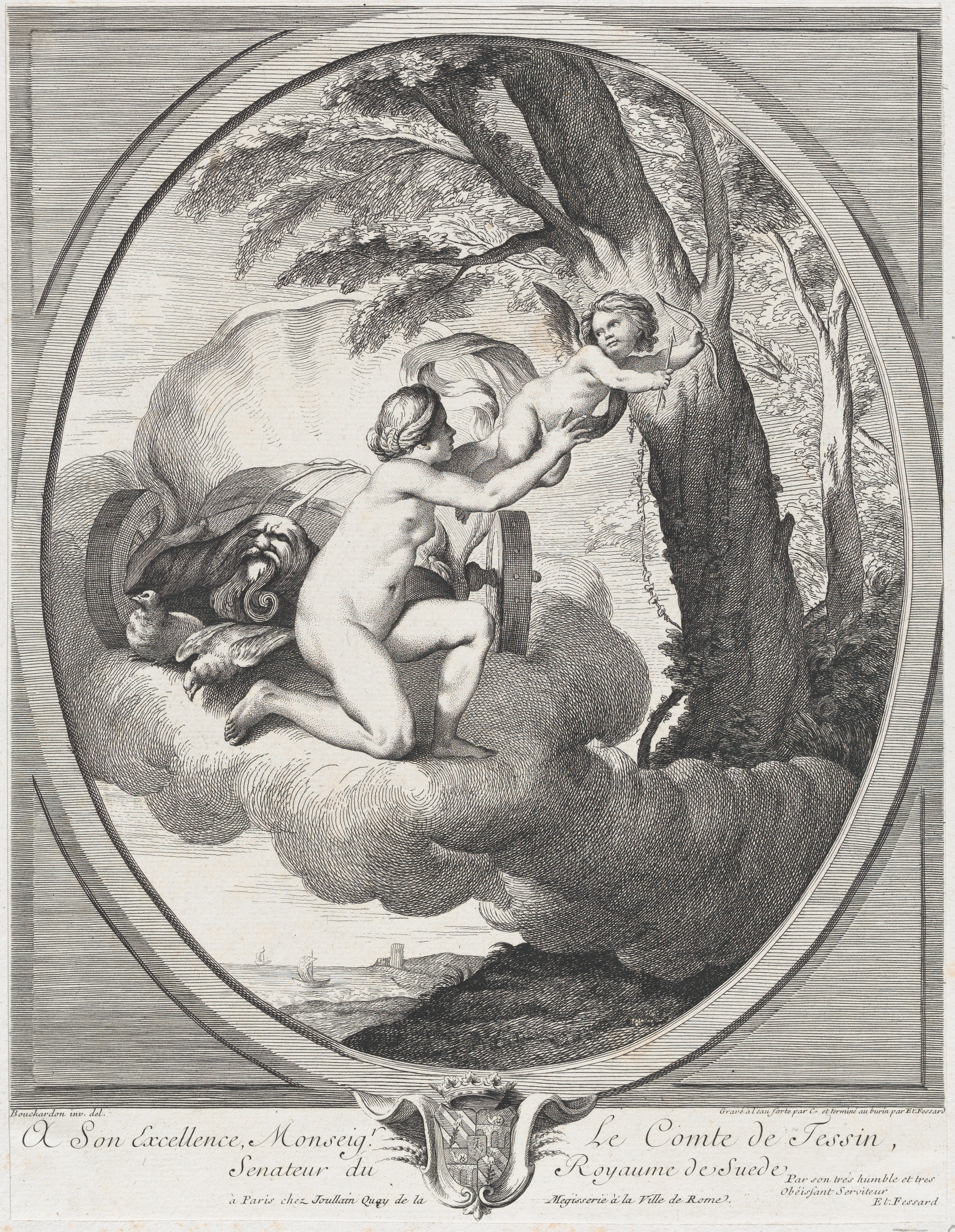
Венера и Купидон. По рисунку Э. Бушардона. Между 1730 и 1767. Офорт